# Front Patriòtic Ruandès
El Front Patriòtic Ruandès (francès Front patriotique rwandais, FPR) és el partit polític governant a Ruanda. Dirigit pel president Paul Kagame, el partit ha governat el país des que el seu braç armat va acabar amb el genocidi ruandès el 1994. El seu lema és Unité-Démocratie-Développement (Ubumwe-Demokarasi-Amajyambere).

## Història

### Aliança Ruandesa per a la Unitat Nacional
Després de la guerra Uganda-Tanzània i la caiguda d'Idi Amin en 1979, l'intel·lectualitat dels refugiats tutsis a Uganda va crear la primera organització de refugiats polítics de la regió, l'Alliance Rwandaise pour l'Unité Nationale (ANUR), per discutir un possible retorn a Ruanda. Encara que era principalment un fòrum de discussió intel·lectual, es va convertir en militant després de les eleccions armades de 1980 de Milton Obote, i va provocar que molts refugiats tutsis s'unissin a Yoweri Museveni en la lluita contra la Guerra Civil ugandesa. En resposta, Obote va denunciar l'Exèrcit de Resistència Nacional (NRA) de Museveni com a compost per banyarwanda. Un intent fallit de forçar a tots els refugiats tutsis als camps de refugiats al febrer de 1982 va donar lloc a una purga massiva, que va fer tornar 40.000 refugiats a Ruanda. Ruanda va declarar que només reconeixa 4.000 d'ells com a nacionals ruandesos, mentre que Uganda va declarar que només en deixaria tornar 1.000. Els 35.000 restants van quedar en un limb legal al llarg de la regió fronterera que va durar anys, des d'on molts joves refugiats es van unir al NRA.
Dues de les 27 persones que van formar part de la incursió del NRA de 1981 a Kabamba que van començar la guerra eren refugiats tutsis: Fred Rwigyema i Paul Kagame, que havien crescut junts al camp de refugiats de Kahunge i ambdós membres actius d'ANUR. En el moment en què el NRA va entrar victoriós a Kampala el 1986, al voltant d'un quart dels seus 16.000 combatents eren banyarwanda, i Rwigyema era el seu comandant adjunt. Després que es formés el govern de Museveni, Rwigyema va ser nomenat viceministre de defensa i comandant en cap de la Força de Defensa Popular d'Uganda, segon de Museveni en la cadena de comandament militar de la nació. Kagame va ser nomenat cap en funcions d'intel·ligència militar. Els refugiats tutsis van formar un nombre desproporcionat d'oficials de la NRA perquè s'havien unit a la rebel·lió d'hora i, per tant, havien acumulat més experiència.
Les contribucions dels banyarwanda en la guerra van ser reconegudes immediatament pel nou govern. Sis mesos després d'haver adoptat el poder, Museveni va revertir el règim legal de decennis i va declarar que els banyarwanda que haguessin residit a Uganda tindrien dret a la ciutadania després de 10 anys. Al desembre de 1987, ANUR va celebrar el seu setè congrés a Kampala i es va canviar el nom del Front Patriòtic de Ruanda. El nou FPR, dominat pels veterans de la guerra banyarwanda, era molt més militarista que l'ANUR original.

### Front Patriòtic Ruandès
L'1 d'octubre de 1990, el FPR va envair Ruanda, començant la Guerra Civil ruandesa. Tot i que el comandant Fred Rwigema va ser assassinat el 2 d'octubre, la incursió del RPF va tenir èxit inicialment. No obstant això, les Forces Ruandeses de Defensa van rebre ajuda de Bèlgica, França i el Zaire i, en un mes, recuperaren la iniciativa, obligant al FPR a tornar a Uganda.
Es va demanar a Paul Kagame que tornés dels seus estudis militars als Estats Units per fer-se càrrec del FPR. Posteriorment, el FPR va recórrer als atacs de la guerrilla, centrant-se en les àrees Byumba i Ruhengeri, obtenint el control de la major part del nord del país en 1992. Finalment, les negociacions entre el FPR i el govern de Ruanda van conduir a la signatura dels acords d'Arusha el 1993, el que va permetre que el personal del FPR i altres refugiats tornessin al país.
L'alto el foc va acabar el 6 d'abril de 1994, quan fou derrocat l'avió de Juvénal Habyarimana prop de l'Aeroport Internacional de Kigali, on va morir amb el president de Burundi Cyprien Ntaryamira. Encara es desconeix qui va llançar l'atac; el FPR va acusar extremistes hutus del govern de Ruanda, mentre que el govern va afirmar que el FPR era responsable de l'atac. El derrocament de l'avió va ser el catalitzador del genocidi ruandès, que va començar en poques hores. Al llarg d'aproximadament 100 dies, foren assassinats 1.000.000 de tutsis, per ordre del govern interí. El FPR tutsi va reiniciar la seva ofensiva i va prendre el control del país metòdicament reduint les rutes de subministrament del govern i aprofitant el deteriorament de l'ordre social. El 7 de juny l'arquebisbe de Kigali, el hutu Vincent Nsengiyumva, fou assassinat vora l'església de Kabgayi amb dos bisbes i 13 sacerdots per membres del FPR, que afirmaven que els religiosos havien estat implicats en l'assassinat de llurs famílies.
La victòria de FPR es va completar quan Kigali va ser capturada el 4 de juliol i la resta del país el 18 de juliol. Pasteur Bizimungu del FPR va ser instal·lat com a president de Ruanda, amb Kagame com a vicepresident. El FPR es va dividir en una divisió política que va mantenir el nom de FPR i en una divisió militar, anomenada Exèrcit Patriòtic Ruandès (ara Forces de Defensa Ruandeses).
Al febrer de 1998, Kagame va ser elegit president del FPR, en substitució d'Alexis Kanyarengwe, i el març de 2000 es va convertir en el president nacional. Després d'un referèndum constitucional ruandès de 2003, Kagame va ser elegit president amb el 95% dels vots. El FPR va formar una coalició amb diversos partits més petits, que van rebre el 74% dels vots a les eleccions parlamentàries de 2003, obtenint 40 dels 53 escons a la Cambra de Diputats. La coalició va obtenir 42 escons a les eleccions parlamentàries de 2008, i Kagame va ser reelegit president el 2010 amb el 93% dels vots. A les eleccions parlamentàries de 2013 la coalició amb el FPR van obtenir 41 escons.

## Resultats electorals

### Eleccions presidencials
| Any  | Candidat    | Vots      | %      | Resultat |
| ---- | ----------- | --------- | ------ | -------- |
| 2003 | Paul Kagame | 3,544,777 | 95.06% | Electe   |
| 2010 | Paul Kagame | 4,638,560 | 93.08% | Electe   |
| 2017 | Paul Kagame | 6,675,472 | 98.80% | Electe   |

### Cambra de Diputats
| Any  | Líder       | Vots      | %      | Escons  | +/− | Govern   |
| ---- | ----------- | --------- | ------ | ------- | --- | -------- |
| 2003 | Paul Kagame | 2,774,661 | 73.78% | 33 / 80 | 33  | Coalició |
| 2008 | Paul Kagame | 3,655,956 | 78.76% | 36 / 80 | 3   | Coalició |
| 2013 | Paul Kagame |           | 76.22% | 37 / 80 | 1   | Coalició |
| 2018 | Paul Kagame | 4,926,366 | 73.95% | 36 / 80 | 1   | Coalició |